# روري والتون
روري والتون (بالإنجليزية: Rory Walton)‏ هو لاعب اتحاد الرغبي أسترالي، ولد في 11 أبريل 1989 في كانبرا في أستراليا.

## وصلات خارجية
- روري والتون على موقع ItsRugby.co.uk (الإنجليزية)